# Marco Postumio Albino Regillense
Marco Postumio Albino Regillense (Roma, ... – ...; fl. V secolo a.C.) è stato un politico e militare romano del V secolo a.C..

## Tribunato consolare
Nel 426 a.C. fu nominato tribuno consolare con Gaio Furio Pacilo Fuso, Tito Quinzio Peno Cincinnato e Aulo Cornelio Cosso , con il compito di condurre la guerra contro Veio.
Effettuata la leva, mentre i primi tre conducevano l'esercito in territorio etrusco, Aulo Cornelio Cosso rimaneva a guardia della città. Lo scontro ebbe esito negativo per i romani, soprattutto per l'incapacità dei tre tribuni di coordinare le proprie azioni.
A Roma la notizia della sconfitta fu accolta con terrore, tanto che il senato decise di nominare un dittatore, ricorrendo per la terza volta a Mamerco Emilio Mamercino.
Per la condotta avuta nello scontro con Veio, Postumio fu condannato al pagamento di 10.000 assi, mentre Quinzio Peno fu assolto dalla stessa accusa, per il comportamento tenuto nel seguito della stessa campagna militare.